# Joey Smallwood
Joseph Roberts "Joey" Smallwood (Gambo, 24 december 1900 – St. John's, 17 december 1991) was een Newfoundlands en Canadees politicus. Hij was de drijvende kracht achter de toetreding van het Dominion Newfoundland tot de Canadese Confederatie in 1949. Hij werd toen de eerste premier van Newfoundland, een functie die hij uitoefende tot in 1972.
De socialist Smallwood stond bekend als een charismatische figuur die ijverde voor de industrialisatie van Newfoundland. Smallwood was ook een controversieel figuur en de meningen van Newfoundlanders en hun diaspora blijven decennia na zijn dood sterk verdeeld.
Smallwood was voor hij in de politiek ging een journalist en auteur.

## Bestuur
De resultaten van Smallwoods plannen tot industrialisatie van de provincie waren verdeeld. Successen waren er voornamelijk op het vlak van hydro-elektriciteit, ijzerertswinning en papierproductie. In 1967 werd begonnen met de bouw van de waterkrachtcentrale Churchill Falls. Het 6.527 km² metende stuwmeer dat daarop ontstond werd het Smallwood Reservoir genoemd.
Tijdens zijn bestuursperiode werd er ook massaal ingezet op de zogenaamde hervestigingspolitiek. Zo'n 300-tal afgelegen vissersdorpen werden uiteindelijk omgevormd tot spookdorpen door de inwoners te hervestigen naar groeipolen binnen de provincie. Het was immers vrijwel onmogelijk om de vele afgelegen outports allen te voorzien van elektriciteit, stromend water, onderwijs enzovoort. Sinds 1965 was het zo dat wanneer 90% (later verlaagd tot 80%) van een dorp akkoord was er werd overgegaan tot de hervestiging ervan. Dit zorgde vaak tot verdeeldheid in de kleine gemeenschappen.